# Емі Грант
Емі Грант (англ. Amy Grant; 25 листопада 1960) — американська співачка, авторка-виконавиця, акторка озвучення. Прозвана «королевою сучасної християнської поп-музики» .
Її альбом 1982 року Age to Age став першим християнським альбомом, який отримав з продажу платинову сертифікацію і приніс співачці її перший «Греммі», у категорії «Кращий сучасний альбом у стилі госпел» .
У 2003 році прийнята до Зали слави госпелу.
До травня 2007 року співачка продала 30 мільйонів альбомів, виграла 6 премій Греммі і 21 премію Dove. Найпопулярніший альбом співачки Heart in Motion, станом на 2008 продався в понад 5 мільйонах копій.
За станом на 2009 жили в Нашвіллі зі своїм чоловіком, кантрі-музикантом Вінсем Гіллем, у родині п'ять дітей .